# Čang Če-chuej
Čang Če-chuej (čínsky pchin-jinem Zhāng Zhèhuì, znaky 張浙慧; * 17. ledna 1988 Su-čou) je čínská zápasnice – judistka.

## Sportovní kariéra
S judem začínala v 11 letech v rodném Su-čou. V čínské ženské reprezentaci se prosazovala v polotěžké váze do 78 kg od roku 2010. V roce 2012 se kvalifikovala na olympijské hry v Londýně, ale v čínské nominaci musela ustoupit zkušenější Jang Siou-li. Na svou olympijskou premiéru si musela počkat do roku 2016, kdy se kvalifikovala na olympijské hry v Riu. V úvodním kole však nestačila na pozdější vítězku Američanku Kaylu Harrisonovou.

### Vítězství
- 2011 – 2x světový pohár (Sao Paulo, Čedžu)
- 2014 – 1x světový pohár (Tchaj-pej)
- 2016 – 1x světový pohár (Almaty)

## Výsledky
| Turnaj            | 2006           | 2007           | 2008           | 2009           | 2010           | 2011           | 2012           | 2013           | 2014           | 2015           | 2016           |
| Turnaj            | 18             | 19             | 20             | 21             | 22             | 23             | 24             | 25             | 26             | 27             | 28             |
| Turnaj            | polotěžká váha | polotěžká váha | polotěžká váha | polotěžká váha | polotěžká váha | polotěžká váha | polotěžká váha | polotěžká váha | polotěžká váha | polotěžká váha | polotěžká váha |
| ----------------- | -------------- | -------------- | -------------- | -------------- | -------------- | -------------- | -------------- | -------------- | -------------- | -------------- | -------------- |
| Olympijské hry    |                |                | —              |                |                |                | —              |                |                |                | úč.            |
| Mistrovství světa |                | —              |                | —              | úč.            | úč.            |                | —              | úč.            | úč.            |                |
| Asijské hry       | —              |                |                |                | —              |                |                |                | 3.             |                |                |
| Mistrovství Asie  |                | —              | —              | —              |                | —              | 2.             | 3.             |                | 3.             | 1.             |
| Univerziáda       |                | —              |                | —              |                | —              |                | úč.            |                | —              |                |
| Akademické MS     | 3.             |                |                |                |                |                |                |                |                |                |                |